# Борисякия
Борисякия (лат. Borissiakia) — вымерший род непарнокопытных из подсемейства Schizotheriinae семейства халикотериевых. Жили в позднем олигоцене Центральной Азии (Центральный и Южный Казахстан). Род включает единственный вид Borissiakia betpakdalensis.

## Внешний вид и строение
Борисякии — типичные халикотериевые, только очень крупные — длина их тела составляла до 4 м, а встав на задние ноги они достигали роста до 5 м. Это одни из крупнейших представителей семейства (наиболее крупным по непроверенным пока данным является Chalicotherium goldfussi, достигавший 2,6 м в плечах).
Резцы и клыки небольшие, коренные зубы бугорчато-гребенчатого типа, приспособленные для поедания листьев и мягких растений. Передние ноги длинные, четырёхпалые или трёхпалые, задние сравнительно короткие и массивные, трёхпалые. Наиболее развит 2-й палец, а не 3-й, как у других непарнокопытных. Пальцы оканчивались большими расщеплёнными когтевыми фалангами, на которых были не копыта, а толстые когти.
Строением черепа борисякии походили на лошадиных (Equidae), а строением зубов на бронтотериевых (Brontotheriidae).

## Питание
Борисякии кормились листьями, вставая на задние ноги и опираясь на стволы деревьев передними. Основываясь на ряде особенностей в строении халикотериевых, советский палеонтолог А. А. Борисяк считал, что животные для добывания пищи, главным образом листьев, цеплялись за стволы деревьев. Другие учёные (например, австрийский палеонтолог О. Абель) полагают, что халикотериевые с помощью передних ног добывали из земли корни и клубни, которыми питались. Представители — халикотерий (плиоцен, Европа), борисякия (поздний олигоцен, Азия), филлотилон (миоцен, Азия), моропус (миоцен, Северная Америка).